# Marge Simpson
Marjorie Jacqueline „Marge“ Simpson (geb. Bouvier) ist eine fiktionale Hauptfigur der Zeichentrickserie Die Simpsons und Mitglied der gleichnamigen Familie. In der Originalversion wird sie von Julie Kavner synchronisiert, in der deutschsprachigen Version zunächst von Elisabeth Volkmann und inzwischen von Anke Engelke. Ihr erstes Erscheinen hatte Marge am 19. April 1987 in der Simpsons-Kurzfolge „Gute Nacht“, die in der Tracey Ullman Show lief. Die Figur wurde von Matt Groening im Auftrag von James L. Brooks entworfen. Groening benannte sie nach seiner Mutter Margaret, Spitzname Marge.
In der Serie ist sie die wohlgesinnte und sehr geduldige Ehefrau von Homer, mit dem sie die drei Kinder Bart, Lisa und Maggie hat. Marge ist die moralische Kraft in ihrer Familie und muss die Ordnung im Haushalt aufrechterhalten. Sie wird meist als stereotypische Fernsehmutter porträtiert und tauchte häufig in Listen von „Top-TV-Müttern“ auf. Sie erschien neben den Kurzfolgen und der Serie auch in anderen Medien, die im Zusammenhang mit den Simpsons herauskamen, darunter Videospielen, Die Simpsons – Der Film, The Simpsons Ride, Werbespots und Comics.
Bei Marges charakteristischen blauen Haaren im Stil eines Bienenstocks ließ sich Groening zum einen von Frankensteins Braut und zum anderen von dem Haarschnitt seiner Mutter aus den 1960er Jahren inspirieren. Julie Kavner, die schon vor der Produktion der Simpsons-Kurzstaffeln für die Tracey-Ullman-Show arbeitete, gewann mit ihrer Sprechrolle als Marge mehrere Auszeichnungen, unter anderem 1992 einen Primetime Emmy Award. Des Weiteren wurde sie 2007 für einen Annie Award für ihre Arbeit am Simpsons-Film nominiert.

## Rolle inDie Simpsons
Marge Simpson ist die Ehefrau von Homer und die Mutter von Bart, Lisa und Maggie. Sie wurde von ihren Eltern, Jaqueline und Clancy Bouvier, aufgezogen. Sie hat zwei Schwestern, die Zwillinge Patty und Selma Bouvier, die beide Homer nicht leiden können. In einer Rückblende in der Folge „Wie alles begann“ wurde gezeigt, dass Marge in ihrem letzten Jahr an der Highschool in Springfield Homer kennengelernt hat. Nach ihrer Schulzeit studierte sie Kunst.
Die Serie benutzt eine Zeitleiste, nach der die Figuren nicht altern. In einigen Folgen finden Ereignisse aus bestimmten Zeitintervallen statt, allerdings widersprechen sich die Folgen dabei.
Marge ist die meiste Zeit in der Serie nicht berufstätig, so dass sie sich als Hausfrau um ihre Familie kümmert. Allerdings übt sie mehrmals Ein-Episoden-Berufe aus, darunter als Nukleartechnikerin im selben Kraftwerk wie Homer, als Maklerin, selbständig als Brezelverkäuferin, als Bäckerin in einer erotischen Bäckerei und als Tatortreinigerin.  In einer Folge wird sie auch als Sandwichverkäuferin tätig (Super Franchise Me, Staffel 26). Auch wenn sie niemals Unzufriedenheit mit ihrer Rolle als Hausfrau äußert, wurde ihr die Hausarbeit in der Folge „Die Springfield Connection“ zu langweilig. Sie wird daraufhin Polizistin, kündigt allerdings am Ende der Episode wieder, weil ihr die Korruption in der Springfielder Polizei missfällt.

## Figur

### Entstehung

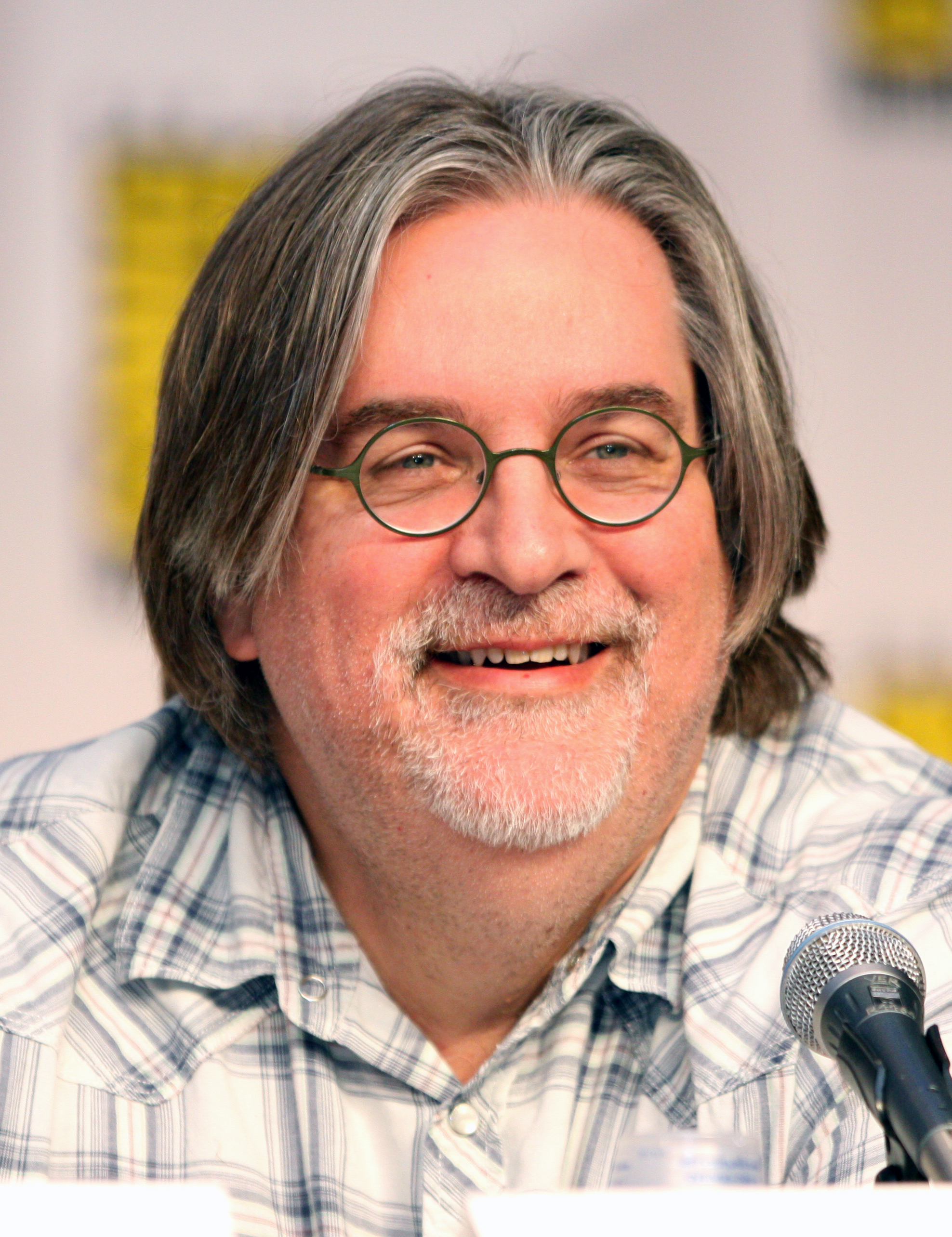
Matt Groening entwarf Marge, während er im Büro von James L. Brooks wartete.

Matt Groening entwarf Marge und den Rest der Familie Simpson 1985 in der Lobby von James L. Brooks’ Büro. Groening hatte den Auftrag, eine Adaption seines Comicstrips Life in Hell für die Tracey-Ullman-Show zu entwickeln. Weil er dabei seine Urheberrechte an Life in Hell hätte abgeben müssen, kreierte er stattdessen die Simpsons und benannte die Familienmitglieder nach seiner eigenen Familie. Margaret „Marge“ Groening heißt seine Mutter, die laut ihrer Aussage ein wenig Ähnlichkeit mit der Figur hat. Bei Marges Bienenstockhaarschnitt wurde Groening von Frankensteins Braut und der Frisur inspiriert, die seine Mutter in den 1960ern trug, auch wenn ihre Haare nie blau waren.
Die Figur erschien zum ersten Mal am 19. April 1987 in der ersten Kurzfolge „Gute Nacht“ innerhalb der Tracey-Ullman-Show. 1989 wurde daraus die Fernsehserie Die Simpsons, in der Marge eine der Hauptfiguren war.
Matt Groening denkt, dass Episoden, in denen Marge im Mittelpunkt steht, zu den am schwierigsten zu schreibenden Episoden gehören. Bill Oakley glaubt, dass die „Junior“-Autoren normalerweise die Geschichten mit Marge im Mittelpunkt schreiben müssen, weil er und sein Partner Josh Weinstein mehrere davon für die erste Staffel geschrieben haben. Während der dritten Staffel konzentrierten sich die meisten Drehbuchautoren auf Bart und Homer, daher schlug David M. Stern eine Folge mit Marge im Mittelpunkt vor. Er war der Meinung, dass eine Episode, in der Marge einen Nervenzusammenbruch hat, eine „tiefere Art“ von Comedy erreichen könnte, und James L. Brooks stimmte zu. So entstand die Folge „Wenn Mutter streikt“.

### Aussehen
Das Design der Familie Simpson wurde so gewählt, dass man die einzelnen Figuren an ihrem Schattenriss erkennen kann. Groening zeichnete die Familienmitglieder nur sehr grob, weil er annahm, dass die Zeichner detailliertere Versionen entwerfen würden; stattdessen übernahmen sie Groenings Entwurf ohne Änderung. Marge trägt normalerweise ein grünes, trägerloses Kleid und dazu eine rote Perlenkette. Außerdem hat sie eine blaue Turmfrisur. Um sie zu zeichnen, beginnt man mit einem Kreis, auf ähnliche Art und Weise wie bei Lisa und Maggie. Dann werden die Augen hinzugefügt, eines davon grob in der Mitte des Kreises, das andere auf die Vorderseite des Kopfes. Danach folgen die Nase und die Lippen. Schließlich werden die Haare als lange Röhre auf die obere Seite des Kreises gesetzt. Nach einer ursprünglichen Idee sollten die Haare nach unten gedrückt werden, wenn Marge durch eine Tür geht. Nachdem sie durch die Tür gegangen ist, sollten die Haare vor- und zurückfedern. Dies wurde allerdings nie umgesetzt. Groening plante ursprünglich, dass Marges Haare ihre langen Kaninchenohren im Stil der Ohren in Life in Hell verdecken würden. Diese Ohren sollten erst in der letzten Folge der Serie enthüllt werden. Die Idee wurde aber schnell verworfen, zum einen wegen Inkonsistenzen, zum anderen, weil Kaninchenohren zu fiktiv für Die Simpsons wirken würden.

### Stimme

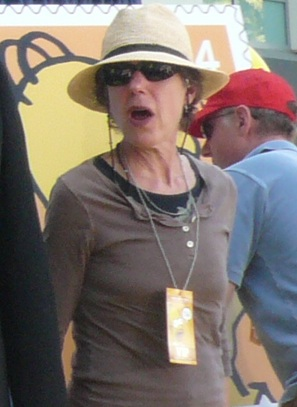
Julie Kavner

In der Originalversion wird Marge von Julie Kavner synchronisiert, die auch Marges Mutter Jacqueline und Schwestern Patty und Selma spricht. Da Kavner bereits für die Tracey-Ullman-Show arbeitete, wurde sie ohne Casting von den Produzenten engagiert. Laut ihrem Vertrag muss sie nie für Die Simpsons werben. Außerdem spricht sie in der Öffentlichkeit kaum mit Marges Stimme, weil es ihrer Meinung nach „die Illusion zerstört. Die Leute haben das Gefühl, dass es reale Menschen sind.“ Kavner nimmt die Aufnahmearbeit ernst und denkt, dass „Synchronisieren etwas mehr Einschränkung bedeutet als reguläres Schauspielern. Und ich habe nicht mit den Bewegungen meiner Rolle zu tun.“
Marges raue Stimme ist nur ein wenig anders als die von Kavner, die eine „honigsüße Kiesstimme“ hat. Ihrer Meinung nach rührt ihre Stimme von „einer Beule in [ihren] Stimmbändern“ her. Während Marge Kavners Lieblingshauptfigur ist, sind ihre Lieblingssprechrollen die von Patty und Selma, weil „sie richtig lustig und traurig zur selben Zeit sind.“

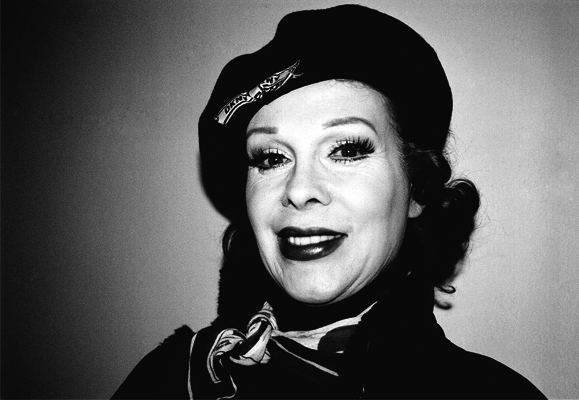
Elisabeth Volkmann

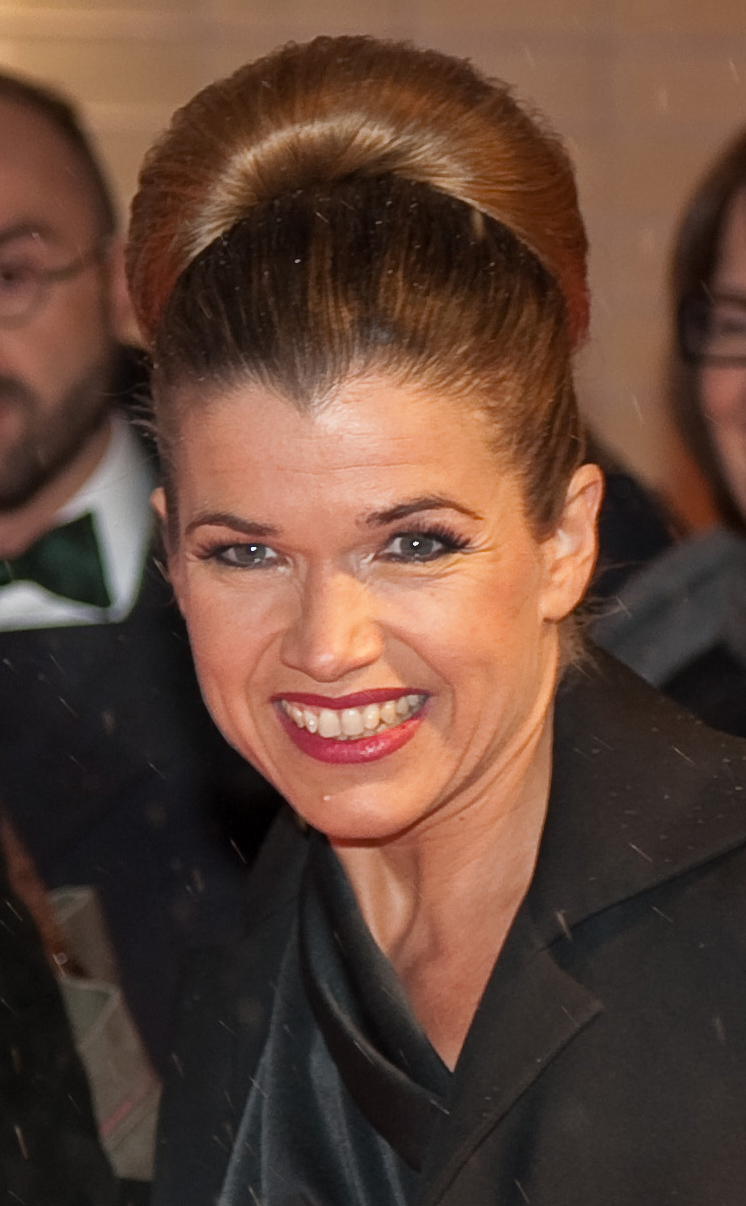
Anke Engelke

In der deutschsprachigen Version der Simpsons lieh zunächst Elisabeth Volkmann Marge ihre Stimme. Diese starb allerdings 2006 während der Synchronarbeit. Daraufhin ließ man Angelika Bender einige Folgen in der Rolle von Marge aufnehmen, entschied sich dann aber für Anke Engelke. Bender spricht seitdem lediglich Patty und Selma, die zuvor ebenfalls von Volkmann synchronisiert worden waren.

### Persönlichkeit
In der Serie wird Marge in der Regel als eine stereotypische Sitcommutter charakterisiert. Sie spielt auch die „langmütige Ehefrau“, die sich mit den Possen ihrer Kinder und ihres dummen Ehemanns abfindet. Normalerweise erträgt sie die Familienprobleme mit Humor, allerdings erleidet sie in der Folge „Wenn Mutter streikt“ einen Nervenzusammenbruch, woraufhin sie auf der „Rancho Relaxo“ Urlaub macht, während ihre Familienmitglieder kaum mit Marges Abwesenheit zurechtkommen. Nach ihrem Urlaub kommt sie erholt zurück und ihre Familie verspricht, ihr häufiger zu helfen. Sie steht normalerweise hinter Homer und ihre Ehe steht häufig auf wackeligen Beinen. Marge gibt zu, dass sie sich mit vielem in ihrer Ehe abfindet. Mehrmals verlässt sie Homer oder setzt ihn vor die Tür. Eine der ersten Folgen dieser Art ist „Ehegeheimnisse“, in der Homer an der Volkshochschule lehrt, wie man eine erfolgreiche Ehe führt, und dabei Geheimnisse aus seiner Beziehung mit Marge preisgibt. Nachdem sie dies herausgefunden hat, muss Homer im Baumhaus wohnen. Am nächsten Tag fleht er sie an, damit er wieder im Haus wohnen darf, indem er sagt, dass nur er ihr „völlige Abhängigkeit“ geben kann. Zunächst sieht Marge dies nicht als etwas Positives, gibt dann aber zu, dass er „wirklich einem Mädchen das Gefühl geben kann, gebraucht zu werden.“ Folgen, die Eheprobleme darstellen, gibt es in den neueren Staffeln häufiger. Trotzdem bleibt Marge Homer treu, auch wenn sie sich manchmal einer gegenteiligen Versuchung ergibt. In der Folge „Der schöne Jacques“ hat sie beinahe eine Affäre mit dem Franzosen Jacques, entscheidet sich aber im letzten Moment dagegen und für ihren Ehemann, als sie schon auf dem Weg zu Jacques ist.
Marge ist eine fürsorgliche, verständnisvolle und pflegende Mutter von Bart, aber sie schämt sich oft für sein schlechtes Benehmen. Nachdem er in „Das schwarze Schaf“ versucht hat, ein Videospiel zu stehlen, denkt sie, dass sie ihren Sohn zu sehr bemuttert, und distanziert sich von ihm. Vor dem Diebstahl protestiert Bart gegen die Fürsorge seiner Mutter, fühlt sich aber aufgrund der Distanzierung von ihr schuldig und die beiden vertragen sich wieder. Marge zeigt Verständnis für ihn und verteidigt ihn auch oft. Einmal sagt sie „Ich weiß, dass Bart anstrengend sein kann, aber ich weiß auch, wie es in ihm aussieht. Er hat einen Schuss. Es ist nichts schlimmes… Natürlich bringt es ihn dazu, schlimme Dinge zu tun.“ Sie hat eine gute Beziehung zu ihrer Tochter Lisa und die beiden kommen gut miteinander zurecht. Sie ist Lisas Ansprechpartnerin, wenn diese Probleme hat, und sie unterstützt ihre Tochter, allerdings ist sie nicht so intelligent wie Lisa und argumentiert daher eher lebenspraktisch als intellektuell. Ihre jüngste Tochter Maggie bemuttert sie so sehr, dass Maggie anhänglich und abhängig von Marge wird. Sie engagiert daher eine Expertin, um ihre Tochter unabhängiger zu machen. Dies geht allerdings so weit, dass sie Marge kaum noch braucht. Diese beginnt daraufhin, Maggie zu vermissen. Mit ihrer Mutter Jacqueline und ihren Schwestern Patty und Selma hat sie eine gute Beziehung. Sie toleriert die Abneigung ihrer Schwestern gegenüber Homer, verliert aber zeitweise die Geduld mit ihnen und bezeichnet sie sogar als „Monster“. Marges Vater Clancy wird kaum erwähnt und spricht im Verlauf der Serie nur zweimal. In „Angst vorm Fliegen“ erwähnt sie, dass ihr Vater behauptet hat, er sei Pilot, er war in Wirklichkeit nur ein Flugbegleiter. Als sie die Wahrheit erfuhr, entwickelte sie eine Flugangst. Seitdem erscheint Clancy nicht mehr, in „Jazzy and the Pussycats“ erwähnt Homer dessen Beerdigung.
Marge hat eine höhere Moral als die meisten anderen Figuren der Serie. Sie lässt beispielsweise die gewalttätige Itchy & Scratchy Show verbieten und will einen Amüsierbetrieb abreißen lassen, weil dieser ihrer Meinung nach unmoralisch ist. Für die Stadt stellt sie eine Stimme der Vernunft dar, allerdings sind viele ihrer Mitbürger von ihren sozialen Normen genervt. Marge ist außerdem das einzige Mitglied in ihrer Familie, das sich für einen regelmäßigen Kirchgang einsetzt. Als Homer in der Folge „Ein gotteslästerliches Leben“ beschließt, nicht mehr in die Kirche zu gehen, sagt sie, dass er sie nicht dazu bringen soll, sich zwischen ihrem Ehemann und ihrem Gott zu entscheiden, denn Homer könne dabei nicht gewinnen. Als in der Stadt ein Engelskelett gefunden wird, glaubt Lisa nicht, dass es sich um einen Engel handelt. Marge erzählt ihrer Tochter, dass sie an Engel glaubt, und sagt: „Es muss mehr Leben geben als das, das wir sehen, jeder braucht etwas, an das er glaubt.“ Trotz ihrer Moral hat sie auch schlechte Angewohnheiten, unter anderem Spielsucht. Zwar hat sie gelernt, mit ihrer Sucht zurechtzukommen, aber sie ist ein bleibendes Problem im Lauf der Serie.
Marge zieht die Demokratische Partei der Republikanischen Partei vor. Sie unterstützt die Kandidatur der fortschrittlichen Gouverneurin Mary Bailey, außerdem stimmte sie für Jimmy Carter bei seinen beiden Präsidentschaftswahlen.

## Rezeption

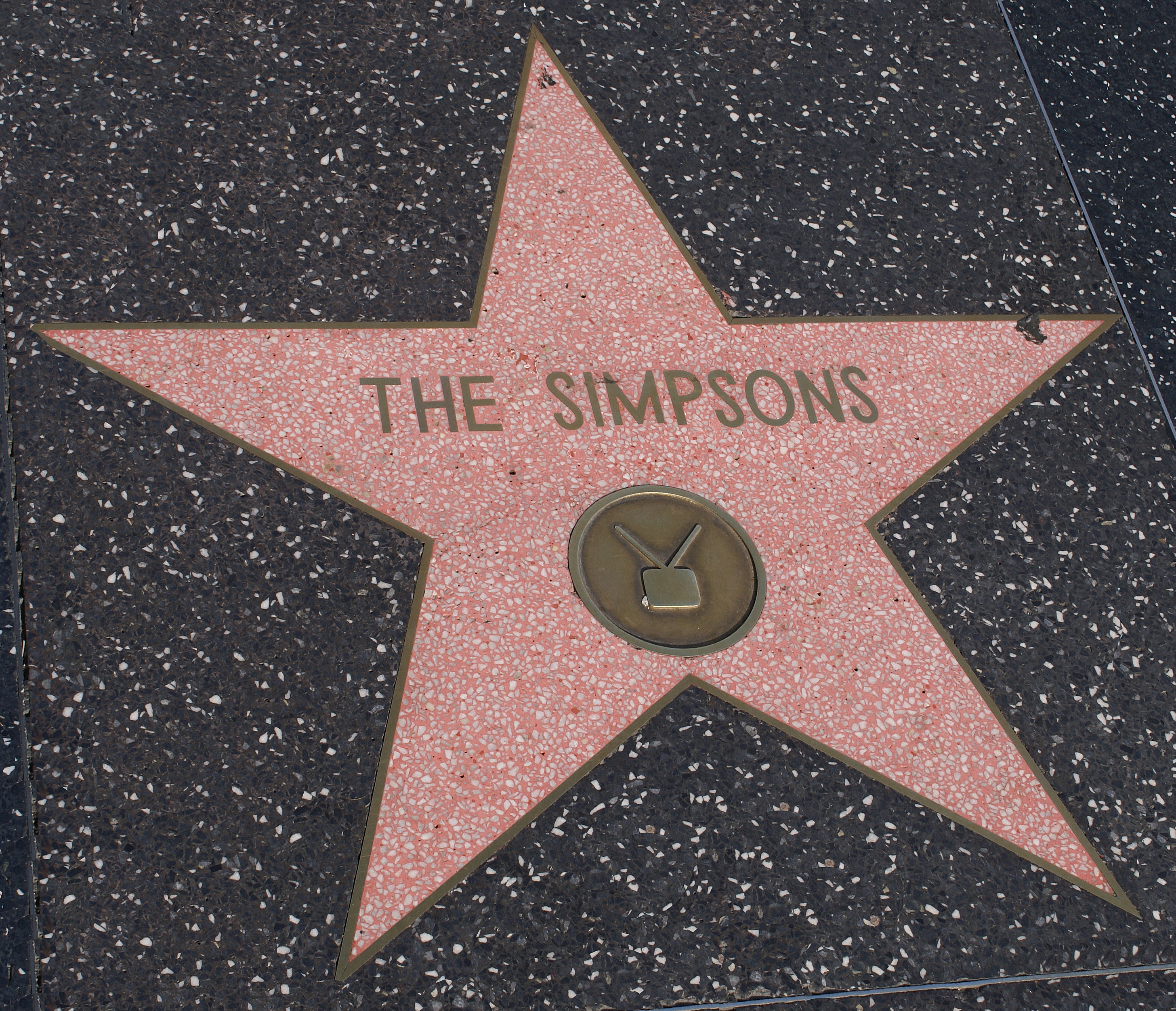
2000 erhielten Marge und der Rest der Familie Simpson einen Stern auf dem Hollywood Walk of Fame.

Bei den 44. Primetime Emmy Awards erhielt Kavner eine Auszeichnung für ihre Sprechrolle als Marge in der Folge „Blick zurück aufs Eheglück“ aus der 3. Staffel. 2004 gewannen Kavner und Dan Castellaneta, die Stimme von Homer, einen Young Artist Award als „Beliebteste Mutter und Vater in einer Fernsehserie“. 2007 wurde Kavner für ihre Synchronisation in dem Kinofilm The Simpsons Movie für einen Annie Award nominiert, verlor aber gegen Ian Holm von Ratatouille. Ihre Arbeit für den Film brachte ihr positive Kritik ein, einer der Kritiker sagte, dass sie „das gegeben hat, was die tiefempfundenste Performance aller Zeiten sein muss.“ Des Weiteren wurden eine Reihe von Folgen mit Primetime Emmy Awards ausgezeichnet, in denen Marge im Mittelpunkt steht, darunter 1990 „Der schöne Jacques“ und 2004 „Die erste Liebe“. 2000 erhielten Marge und der Rest der Simpsonsfamilie einen Stern auf dem Hollywood Walk of Fame.
Die Hauptfigur Marge erschien in zahlreichen Listen der Top-Fernsehmütter auf den ersten Plätzen, darunter jeweils auf dem ersten Platz der Listen von Entertainment Weekly (1994) und von Fox News (2005); außerdem stand sie auf dem achten Platz der Liste von CityNews (2008) und wurde in die Liste der „10 besten Mütter aller Zeiten“ des Time Magazines aufgenommen. Laut einer 2004 von BBC News durchgeführten Umfrage ist Marge die „angesehenste Mutter“ der Befragten. Der religiöse Autor Kenneth Briggs schrieb: „Marge ist mein Kandidat für die Heiligkeit […] Sie lebt in der realen Welt, sie lebt mit Krisen, mit fehlerhaften Menschen. Sie vergibt und sie macht selbst Fehler. Sie ist eine vergebende, liebevolle Person […] absolut heilig.“

## Kultureller Einfluss
“Dear First Lady, I recently read your criticism of my family. I was deeply hurt. Heaven knows we're far from perfect and, if truth be known, maybe just a wee bit short from normal; but as Dr. Seuss says, 'a person is a person'. I try to teach my children […] always to give somebody the benefit of the doubt and not talk badly about them, even if they're rich. It's hard to get them to understand this advice when the very First Lady in the country calls us not only dumb, but 'the dumbest thing' she ever saw. […] I hope there is some way out of this controversy. I thought, perhaps, it would be a good start to just speak my mind.”

„Sehr geehrte First Lady, kürzlich habe ich Ihre Kritik an meiner Familie gelesen. Das traf mich sehr. Wir sind weiß Gott weit weg vom Perfekten und, falls die Wahrheit bekannt ist, vielleicht nur ein kleines Bisschen vom Normalen entfernt; aber wie Dr. Seuss sagt: ‚ein Mensch ist ein Mensch‘. Ich versuche meinen Kindern […] beizubringen, dass man jemandem immer eine günstige Auslegung zweifelhafter Umstände geben und dass man nicht schlecht über sie reden soll, selbst wenn sie reich sind. Es ist schwierig für sie, diesen Hinweis zu verstehen, wenn die First Lady des Landes uns nicht nur als dumm bezeichnet, sondern als ‚die dümmsten‘, die sie je gesehen hat. […] Ich hoffe, es gibt eine Lösung für diese Kontroverse. Ich denke, dass es vielleicht ein guter Start wäre, einfach seine Meinung zu sagen.“

In der Ausgabe vom 1. Oktober 1990 des People Magazines stand ein Interview mit der damaligen First Lady der Vereinigten Staaten, Barbara Bush. In diesem Artikel sagt sie: „Sie liebt America's Funniest Home Videos, aber bleibt verwirrt, nachdem sie Die Simpsons gesehen hat. ‚Es war das dümmste, was ich je gesehen habe, aber es ist eine Familienserie und ich glaube, dass sie einwandfrei ist.‘“ Die Autoren schrieben am 28. September privat einen Antwortbrief an Bush, in dem sie sich als Marge Simpson ausgaben. Am 9. Oktober antwortete die First Lady: „Sehr geehrte Marge, wie nett von Ihnen zu schreiben. Ich freue mich, dass Sie Ihre Meinung gesagt haben … Ich wusste dummerweise nicht, dass Sie eine haben. Ich sehe mir ein Bild von Ihnen an … auf einer Plastiktasse … mit Ihren blauen Haaren, aus denen überall rosa Vögel herausgucken. Offenbar zelten Sie und Ihre charmante Familie – Lisa, Homer, Bart und Maggie – im Freien. Es ist eine nette Familienszene. Offensichtlich seid ihr ein gutes Beispiel für den Rest des Landes. Bitte verzeihen Sie mir meine lose Zunge.“
Im Jahre 2002 planten Gegner der Einschienenbahn von Seattle, im Rahmen einer Protestkundgebung die Folge „Homer kommt in Fahrt“ zu zeigen, in der Marge versucht, ein Einschienenbahnprojekt in Springfield zu verhindern, weil das dazu zur Verfügung gestellte Geld ihrer Meinung nach stattdessen in die Sanierung der Hauptstraße fließen solle. Allerdings wies 20th Century Fox die Veranstalter in einem Brief darauf hin, dass die Folge auf Grund des Urheberrechts nicht gezeigt werden könne.
An Weihnachten 2004 zeigte der britische Fernsehsender Channel 4 Marge in einer alternativen Weihnachtsansprache zur gleichen Zeit wie die Ansprache von Königin Elisabeth II.
Am 9. April 2009 stellte der United States Postal Service eine Briefmarkenserie vor, in der Marge und die anderen vier Familienmitglieder zu sehen sind. Es sind die ersten Fernsehserienfiguren, denen diese Aufmerksamkeit zuteilwird, während die Serie noch produziert wird. Die von Matt Groening gestalteten Briefmarken werden seit dem 7. Mai 2009 verkauft.
Eine Beraterin von Präsident Donald Trump, Jenna Ellis, verglich im August 2020 die Stimme der demokratischen Vize-Kandidatin Kamala Harris in einem Tweet mit der von Marge Simpson. Laut FAZ reagierten "Die Simpsons" auf Twitter mit einem Video-Clip, in dem sich Marge über den Vergleich beschwert. Normalerweise mische sie sich nicht in die Politik ein. Aber Lisa habe gesagt, dass sie (Jenna Ellis) das nicht als Kompliment meine. Ellis twitterte nach dem Simpsons-Video auch in Hinblick auf die hitzig geführte Debatte um die Briefwahl: "Marge wird wahrscheinlich die Demokraten wählen... per Post."

### Marketing
Marge erscheint auf vielen Die-Simpsons-Merchandisingprodukten, darunter T-Shirts, Autoaufkleber, Kühlschrankmagneten, Schlüsselanhängern und Puppen. Sie erschien außerdem in allen Videospielen der Simpsons, unter anderem im 2007 veröffentlichten Die Simpsons – Das Spiel. Sie tritt des Weiteren in den Simpsons Comics auf, die seit sem 29. November 1993 monatlich erscheinen, sowie in The Simpsons Ride, das 2008 in den Universal Studios Florida und in den Universal Studios Hollywood eröffnet wurde.
2005 waren Marge und andere bekannte weibliche Zeichentrickfiguren in einer Werbekampagne der Unilever-Marke Dove zu sehen, wo sie sowohl ihre Bienenstockfrisur als auch eine andere Frisur trug.
Im Oktober 2009 wurde bekanntgegeben, dass Marge als die erste Zeichentrickfigur auf der Titelseite der Novemberausgabe des Playboys zu sehen sein würde. Die Ausgabe erschien am 16. Oktober 2009 und enthielt auch ein dreiseitiges Poster und die Geschichte „Der Teufel in Marge Simpson“. Anlass war zum einen das 20. Jubiläum der Serie und zum anderen der Plan, jüngere Leser anzusprechen. Scott Flanders, der Chef von Playboy Enterprises, sagte, dass das Cover und das Aktbild in der Mitte der Zeitschrift „ein wenig ironisch“ seien. Als Inspiration diente dabei der Titel der Oktoberausgabe 1971, das Darine Stern zeigte.